# Nyong
Il Nyong  è un fiume del Camerun, il cui bacino idrografico si estende nella parte centrale del Paese.
Il fiume, che ha un Regime fluviale dovuto alla foresta pluviale equatoriale, ha origine in un punto situato a circa 40 km a est di Abong-Mbang e sfocia nel golfo di Guinea.
Due centri abitati, ossia Mbalmayo e Déhané, sono toccati dal fiume.